# 四川棘蛙
四川棘蛙（学名：Nanorana sichuanensis）一种分布于中华人民共和国四川省和云南省等地区的两栖动物，隶属于叉舌蛙科倭蛙属。
1986年，中国学者发表一新种－无声囊棘蛙（Rana muta），但因其学名已被占用（Rana muta Laurenti, 1768），1987年法国学者阿兰·迪布瓦（Alain Dubois）将其更名为刘氏棘蛙（Rana (Paa) liui）。之后有学者认为刘氏棘蛙为双团棘胸蛙（Paa yunnanensis）的同物异名。2016年有研究人员认为刘氏棘蛙（Nanorana liui）为本种的同物异名。

## 形态特征
四川棘蛙雄蛙体长97～109毫米，雌蛙体长99～109毫米。身体背面疣粒较小而稀疏，一般具有细的肤棱，上有少许小黑刺；腹面灰白，有棕色或深色云斑，咽喉部尤为明显。